# Refleksje na temat badań terenowych w Maroku
Refleksje na temat badań terenowych w Maroku (ang. Reflections on fieldwork in Morocco) – praca naukowa amerykańskiego antropologa Paula Rabinowa.
Została wydana po raz pierwszy w 1977 roku w specjalnej serii Quantum Books, gdzie drukowano prace autorów, którzy zobowiązywali się do przedstawienia ważnych kwestii na około stu stronach. Autorem przedmowy do pierwszego wydania i osobą, który przyczyniła się do publikacji dzieła był socjolog Robert Bellah. Przedmowę do wydania francuskiego, w dużym stopniu polemiczną wobec interpretacji Bellaha, napisał Pierre Bourdieu.
W Polsce książka ukazała się w 2010 roku w przekładzie Karoliny J. Dudek i Sławomira Sikory. Wydanie polskie zawiera zarówno przedmowy Bellaha i Bourdieu (ta druga dodana jako Posłowie), jak i napisany z okazji trzydziestolecia wydania książki wstęp samego Rabinowa (Przedmowa z okazji trzydziestolecia wydania książki. Refleksje na temat badań terenowych w filozofii). Autorem Wprowadzenia do wydania polskiego jest Sławomir Sikora.
Książka stanowi głos w dyskusji na temat badań terenowych i wyrasta po części z frustracji spowodowanej brakiem tekstów w literaturze antropologicznej, które analizowałyby pierwszy etap zdobywania wiedzy etnograficznej. Ma także związek z pojawieniem się antropologii refleksyjnej. Rabinow stara się pokazać krok po kroku, jak przebiega proces rozumowania antropologicznego. Czyni to odwołując się do własnych doświadczeń jako młodego badacza stojącego u progu kariery akademickiej.
Napisanie pracy zajęło autorowi jedynie miesiąc. Polegało głównie na redakcji istniejących notatek terenowych, co tłumaczy niejednorodny styl ostatecznego tekstu.
Dzieło nawiązuje do myśli humanistów takich jak Claude Lévi-Strauss, Paul Ricoeur czy Georg Hegel.